# SNCF BB 61000 sorozat
Az SNCF BB 61000 sorozat négytengelyes dízel-hidraulikus mozdonysorozat, a MaK G 1206 egyik változata volt, melyet nehéz tolatási és könnyű vonali teherszállításra terveztek. A típust a Vossloh Locomotives gyártotta 2002 és 2005 között, összesen 23 példányban. Mivel a sorozatot elsősorban teherszállításra használták, ezért SNCF BB 461000 sorozat jelöléssel is ismert. A mozdonyokat a Locomotion Capital vásárolta meg és adta bérbe az SNCF-nek. 2015-re az összes példány lízingszerződése lejárt, a Locomotion különböző francia- és németországi vállalatnak adta bérbe azokat, illetve egy példányt eladott.

## Történet
2000-ben az SNCF a teherszállító leányvállalatának, a Fret SNCF-nek az elzászi és a német határ menti feladatainak ellátására új dízelmozdonyokat keresett. Végül hat MaK G 1206 hosszútávú lízingelésében állapodtak meg a Locomotion Capital céggel. A mozdonyok németországi közlekedésre kialakított normál G 1206-osok voltak, melyeket a szükséges francia vonatbefolyásoló rendszerekkel kellett felszerelni. A hatósági engedély megszerzéséhez számos módosítást kellett elvégezni, melyeket a Vossloh kieli telephelyén viteleztek ki. A legjelentősebb változtatás a fékrendszer területén történt; melyet a Franciaországban elterjedt kétkörös rendszerre alakítottak át, a pályafoglaltság-érzékelők megbízható működésének biztosítása érdekében tisztítóblokkokat is fel kellett szerelni. Ezek olyan fékek, amelyek a fékezés során viszonylag kis nyomással hatnak a keréktárcsákra, ezzel tisztítva a kerekek futófelületét. Miután a mozdonyokat 2002 tavaszán Németországban és Franciaországban is engedélyezték, az SNCF további négy mozdonyt rendelt ebből a változatból.
2003 végén egy 13 példányból álló további sorozatot is leszállítottak, ezek a 461011–461023 pályaszámot kapták. Ezek a gépek a korábbi egységekhez viszonyítva további speciális felszerelést kaptak. A vezetőfülke légkondicionáló berendezéssel szerelték fel, illetve a külső áramellátás nélküli hosszabb parkoláshoz egy segédmotort is beépítettek.
2008 és 2015 között az összes BB 61000 mozdony lízingszerződése lejárt, a Locomotion azokat különböző francia- és németországi vállalatnak adta bérbe, illetve egy példányt eladott a Hafen Krefeld GmbH-nak.

## Állománylista
| Mozdony  | SNCF állományba vétel | Kikerülés az SNCF állományából | Megjegyzés |
| -------- | --------------------- | ------------------------------ | --- |
| BB 61001 | 2002. június 14.      | 201x.                          | A Locomotion Capital (később Angel Trains Cargo, majd Alpha Trains) bérmozdonyaként építették                                             |
| BB 61002 | 2002. június 14.      | 2015.                          | A Locomotion Capital (később Angel Trains Cargo, majd Alpha Trains) bérmozdonyaként építették                                             |
| BB 61003 | 2002. június 14.      | 2014.                          | A Locomotion Capital (később Angel Trains Cargo, majd Alpha Trains) bérmozdonyaként építették                                             |
| BB 61004 | 2002. június 14.      | 201x.                          | A Locomotion Capital (később Angel Trains Cargo, majd Alpha Trains) bérmozdonyaként építették                                             |
| BB 61005 | 2002. június 14.      | 2014.                          | A Locomotion Capital (később Angel Trains Cargo, majd Alpha Trains) bérmozdonyaként építették                                             |
| BB 61006 | 2002. június 14.      | 201x.                          | A Locomotion Capital (később Angel Trains Cargo, majd Alpha Trains) bérmozdonyaként építették                                             |
| BB 61007 | 2003. január 10.      | 2015.                          | A Locomotion Capital (később Angel Trains Cargo, majd Alpha Trains) bérmozdonyaként építették. 2019-ben a Hafen Krefeld GmbH megvásárolta |
| BB 61008 | 2003. január 10.      | 2015.                          | A Locomotion Capital (később Angel Trains Cargo, majd Alpha Trains) bérmozdonyaként építették                                             |
| BB 61009 | 2003. június 13.      | 2008. június 25.               | A Locomotion Capital (később Angel Trains Cargo, majd Alpha Trains) bérmozdonyaként építették                                             |
| BB 61010 | 2003. június 13.      | 2008. szeptember 5.            | A Locomotion Capital (később Angel Trains Cargo, majd Alpha Trains) bérmozdonyaként építették                                             |
| BB 61011 | 2003. december 15.    | 2009. január 15.               | A Locomotion Capital (később Angel Trains Cargo, majd Alpha Trains) bérmozdonyaként építették                                             |
| BB 61012 | 2004. január 30.      | 2009. március 4.               | A Locomotion Capital (később Angel Trains Cargo, majd Alpha Trains) bérmozdonyaként építették                                             |
| BB 61013 | 2004. január 23.      | 2009. március 3.               | A Locomotion Capital (később Angel Trains Cargo, majd Alpha Trains) bérmozdonyaként építették                                             |
| BB 61014 | 2003. december 5.     | 2009. március 4.               | A Locomotion Capital (később Angel Trains Cargo, majd Alpha Trains) bérmozdonyaként építették                                             |
| BB 61015 | 2004. február 9.      | 2009. március 4.               | A Locomotion Capital (később Angel Trains Cargo, majd Alpha Trains) bérmozdonyaként építették                                             |
| BB 61016 | 2004. február 13.     | 2009. március 4.               | A Locomotion Capital (később Angel Trains Cargo, majd Alpha Trains) bérmozdonyaként építették                                             |
| BB 61017 | 2004. február 6.      | 2009. március 4.               | A Locomotion Capital (később Angel Trains Cargo, majd Alpha Trains) bérmozdonyaként építették                                             |
| BB 61018 | 2004. január 19.      | 2009. március 6.               | A Locomotion Capital (később Angel Trains Cargo, majd Alpha Trains) bérmozdonyaként építették                                             |
| BB 61019 | 2004. február 25.     | 2009. március 4.               | A Locomotion Capital (később Angel Trains Cargo, majd Alpha Trains) bérmozdonyaként építették                                             |
| BB 61020 | 2004. február 13.     | 2009. március 4.               | A Locomotion Capital (később Angel Trains Cargo, majd Alpha Trains) bérmozdonyaként építették                                             |
| BB 61021 | 2004. február 25.     | 2009. március 4.               | A Locomotion Capital (később Angel Trains Cargo, majd Alpha Trains) bérmozdonyaként építették                                             |
| BB 61022 | 2004. január 19.      | 2009. március 4.               | A Locomotion Capital (később Angel Trains Cargo, majd Alpha Trains) bérmozdonyaként építették                                             |
| BB 61023 | 2004. január 9.       | 2009. augusztus 24.            | A Locomotion Capital (később Angel Trains Cargo, majd Alpha Trains) bérmozdonyaként építették                                             |